# Сертификации Red Hat
Экзамены на звание Red Hat Certified Engineer (RHCE) и Red Hat Certified System Administrator(RHCSA) — это лабораторные экзамены, проверяющие практические навыки и знания по администрированию систем Red Hat Enterprise Linux, Red Hat Linux и Fedora Core. В ходе экзамена кандидаты должны выполнить ряд задач, встречающихся в повседневной работе системного администратора, правильность выполнения которых оценивается по соответствию заданным объективным критериям. Формат проведения экзамена в виде лабораторной работы означает, что кандидаты должны выполнить задачи, аналогичные тем, которые могут встретиться кандидатам в их профессиональной деятельности.
Программа сертификации профессионалов Red Hat доступна в более чем 40 странах мира на базе авторизованных учебных центров.

## Red Hat Certified System Administrator (RHCSA)
RHCSA - новая ступень сертификации, появившаяся с выходом 6-й версии основного продукта Red Hat - RHEL и заменившая существовавшую раньше ступень Red Hat Certified Technician (RHCT).
Сертификация RHCSA показывает, что владелец обладает знаниями и навыками, необходимыми для установки, настройки и включения рабочих станций Red Hat Linux в существующую сетевую среду.

## Red Hat Certified Engineer (RHCE)
Сертификация RHCE показывает, что владелец обладает знаниями и навыками, необходимыми для установки, настройки и включения рабочих станций и серверов Red Hat Linux в существующую сетевую среду. Экзамен на звание RHCE — сертифицированного инженера Red Hat — значительно отличается от многих других программ сертификации в секторе ИТ благодаря тому, что акцент сделан на проверке именно практического применения реальных навыков по установке системы, настройке, отладке и установке ключевых сетевых служб в Red Hat Linux.

## Red Hat Certificates of Expertise
Следующим шагом в развитии RHCE является специализация в одной из областей:
- кластеры и управление хранилищами данных
- администрирование политик SELinux
- развертывание, виртуализация и управление системами
- мониторинг и настройка производительности
- корпоративные сервисы каталогов и аутентификации
- безопасность сетевых служб

## Red Hat Certified Security Specialist (RHCSS)
Сертификация RHCSS направлена на подтверждение практических навыков по обеспечению безопасной информационной среды предприятия.

## Red Hat Certified Datacenter Specialist (RHCDS)
Сертификация RHCDS направлена на подтверждение практических навыков по построению надежной, доступной, масштабируемой и управляемой информационной среды предприятия.

## Red Hat Certified Architect (RHCA)
Эта сертификация является самой старшей ступенью сертификаций Red Hat. Сертификация RHCA появилась в 2005 году и предназначена она для специалистов, определяющих стратегию развития IT-инфраструктуры организации. Типичные функции RHCA — планирование, разработка и управление системами.